# Caffè nero (dramma)
Caffè nero (titolo originale Black Coffee) è una piece teatrale scritta da Agatha Christie nel 1929 e apparsa per la prima volta sulle scene londinesi nel 1930.
In seguito, la piece fu adattata per la letteratura da Charles Osborne, un attore teatrale che più volte aveva rivestito il ruolo del dottor Carelli. La versione di Osborne è stata pubblicata nel 1997, circa 20 anni dopo la morte della Christie, su autorizzazione della Agatha Christie Ltd, società che controlla i diritti delle sue opere. In Italia è uscita in una raccolta di opere teatrali delle Christie dal titolo La tela del ragno nella collana Oscar Mondadori nel 2012, con il n. 2038.

## Personaggi
- Hercule Poirot : investigatore privato
- Capitano Arthur Hastings : amico e collaboratore di Poirot
- Claud Amory: famoso scienziato
- Richard Amory: figlio di Claud
- Caroline Amory: sorella nubile di Claud
- Lucia Amory: moglie di Richard
- Barbara Amory: nipote di Claud e Caroline
- Tredwell: maggiordomo di casa Amory
- Edward Raynor: segretario di Claud Amory
- dr. Carelli: dottore italiano
- Ispettore Capo Japp: ispettore di Scotland Yard

## Edizioni
- Agatha Christie, Caffè nero, traduzione di Igor Longo, Oscar Mondadori n. 2038, 1929,  p. 141.